# Râul Apoș
Râul Apoș este un curs de apă, afluent al râului Bârghiș. 